# Lise mit dem Sonnenschirm
Lise mit dem Sonnenschirm (französisch Lise – La femme à l’ombrelle) ist ein Gemälde (Öl auf Leinwand) des französischen Künstlers Pierre-Auguste Renoir, das 1867 während seiner frühen Salon-Periode geschaffen wurde. Es zeigt das Modell Lise Tréhot posierend in einem Wald. Sie trägt ein weißes Musselinkleid mit schwarzem Flor und hält einen schwarzen Spitzen-Sonnenschirm, um sich vor dem Sonnenlicht zu schützen, das durch die Blätter hindurchfiltert und ihr Gesicht im Schatten und ihren Körper im Licht kontrastiert, wobei ihr Kleid statt ihres Gesichts hervorgehoben wird. Nachdem mehrere Gemälde von Renoir vom Salon abgelehnt wurden, wurde Lise mit dem Sonnenschirm schließlich akzeptiert und im Mai 1868 ausgestellt.
Das Gemälde war eines von Renoirs ersten kritisch erfolgreichen Werken während seiner frühen Salon-Periode ein Erfolg, der erst mehr als ein Jahrzehnt später mit Madame Georges Charpentier und ihre Kinder (1878) auf dem Salon von 1879 übertroffen werden sollte. In den späten 1860er Jahren war Renoirs Technik noch von Gustave Courbet beeinflusst, aber er entwickelte einen einzigartigen Stil, gefiltertes Licht zu malen, zu dem er in Die Schaukel (1876) und Tanz im Moulin de la Galette (1876) zurückkehren würde. Das fast lebensgroße Porträt und der ungewöhnliche Kontrast in Lise mit einem Sonnenschirm führten dazu, dass mehrere Kritiker das Werk lächerlich machten. Théodore Duret, ein leidenschaftlicher Unterstützer der aufkommenden Impressionisten, kaufte das Gemälde von Renoir, der es nicht verkaufen konnte. Karl Ernst Osthaus, ein deutscher Förderer der Avantgarde-Kunst, erwarb Lise mit dem Sonnenschirm im Jahr 1901 für das Museum Folkwang.
Lise Tréhot stand Renoir für mehr als 20 Gemälde Modell. Hierzu gehören sämtliche großformatigen Bilder, die er in der gemeinsamen Zeit mit ihr im Salon ausstellte,. Der Erfolg des Bildes bewog Renoir möglicherweise dazu, weitere Bilder mit Lise Tréhot zu malen. Zum Salon des Jahres 1869 reichte er das Gemälde Im Sommer ein, in dem sie sich in mädchenhafter Pose auf einer Terrasse in einem Sessel ausruht.

## Hintergrund
Pierre-Auguste Renoir (1841–1919) wuchs in Paris auf, wo sein Vater als Schneider und seine Mutter als Näherin arbeiteten. Renoir lernte in seiner Jugend vier Jahre lang das Porzellanmalen, aber die Industrielle Revolution war bereits in vollem Gange und technologische Innovationen in der Porzellanherstellung ersetzten Porzellanmaler durch Maschinen, was Renoir ohne Karriere zurückließ. Bald fand er Arbeit als dekorativer kommerzieller Künstler tagsüber, malte Fächer für Damen, Kirchenbanner für Übersee-Missionare und dekorative Jalousien. Renoirs frühe dekorative und handwerkliche Arbeit gab ihm die Fähigkeit, sowohl mit Geschwindigkeit als auch mit Können zu malen. Zusätzlich zu dieser Arbeit lernte Renoir abends das Zeichnen und verbrachte seine Freizeit damit, Gemälde im Louvre zu studieren.
Im November 1860 trat er in das private Atelier von Charles Gleyre (1806–1874) ein und wurde später im April 1861 an der École des Beaux-Arts zugelassen. In Gleyres Atelier freundete sich Renoir mit den Mitstudenten Claude Monet (1840–1926), Alfred Sisley (1839–1899) und Frédéric Bazille (1841–1870) an. Während des Sommers 1862 malten Renoir und seine Freunde Landschaften im Wald von Fontainebleau, in der Tradition der Barbizon-Schule vor ihnen. Im Wald traf Renoir erstmals auf Narcisse Virgilio Díaz (1807–1876), der Renoir vor einer heftigen Prügelattacke rettete, indem er mit seinem Stock Angreifer vertrieb, die sich über Renoirs Porzellankittel lustig machten. Renoir und Díaz hatten gemeinsame Interessen; beide begannen ihre Karriere als Dekorateure von Porzellan, bevor sie sich der Malerei zuwandten. Díaz förderte Renoir, verschaffte ihm Zugang zu Kunstmaterialien und beeinflusste und veränderte seinen Stil, indem er ihn dazu brachte, seine Palette aufzuhellen.

## Beschreibung
Lise mit dem Sonnenschirm ist ein großformatiges, fast lebensgroßes Porträtgemälde einer jungen Frau, die am Rand einer Waldlichtung steht, mit dem Schatten einer Eichengruppe im Hintergrund. Die Frau steht in Frontalansicht, dem vollen Licht der Sommersonne ausgesetzt, während ihr Gesicht teilweise verdeckt ist, nach links in einem Dreiviertelprofil gedreht, beschattet von ihrem Sonnenschirm. Sie trägt einen kleinen, Porkpie-Strohhut mit roten Bändern und ein langes weißes Mousselinkleid mit einer langen schwarzen Schärpe; das Kleid ist sittsam bis zum Hals geknöpft und hat lange durchsichtige Ärmel. Lise trägt einen schwarzen Spitzen-Sonnenschirm, um ihren Kopf zu beschatten, während ihr Körper im starken Sonnenlicht steht, auf einem Flecken Gras. Die Initialen "A" (Auguste) und "L" (Lise) sind als ein Arborglyph auf dem Stamm des Baumes im Schatten hinter ihr markiert.

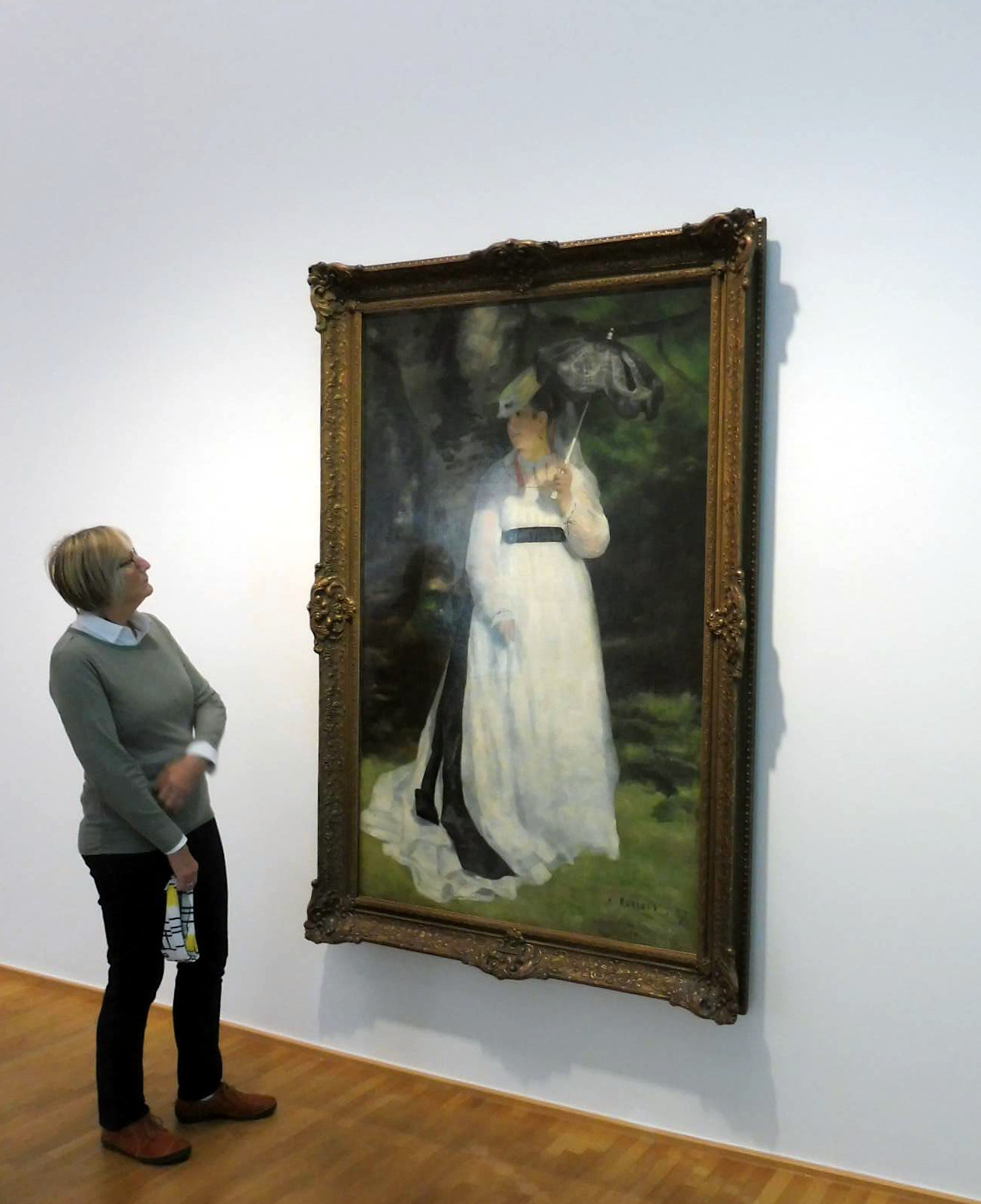
Großformatiges Gemälde, hier im Größenvergleich zu einer Besucherin.

## Stil und Themen
Der Kunsthistoriker John House merkt an, dass das Werk "die Grenzlinien zwischen Porträtmalerei und Genresmalerei erforscht". Renoirs Entscheidung, das Gemälde nur mit dem Vornamen seines Modells zu benennen, deutet laut House darauf hin, dass es sich nicht um ein traditionelles Porträtgemälde handelt, da solche Werke typischerweise Familiennamen oder Initialen verwendeten. Indem er Lises Vornamen als Titel verwendete, argumentiert House, dass Renoir auf ihren Status als Mätresse (unverheiratete weibliche Liebhaberin und Begleiterin) hinwies. Renoirs Präsentation von Lise mit einem Sonnenschirm im vollständigen, lebensgroßen Format war, schreibt Peter H. Feist, ein Stil, der typischerweise dem Adel in der westlichen Tradition vorbehalten war.

## Provenienz
Renoir verkaufte das Gemälde 1873 an den Kunstkritiker Théodore Duret. Er behielt es bis 1890, als er das Bild an den Kunsthändler Paul Durand-Ruel verkaufte. Um 1901 gelangte es in den Besitz von Georg Schwarz, der als Pariser Agent für den Berliner Kunsthändler Paul Cassirer arbeitete. 1901/1902 erwarb der Sammler Karl Ernst Osthaus das Gemälde für sein privates Kunstmuseum in Hagen. 1922 gelangte die Sammlung Osthaus in das heutige Museum Folkwang in Essen. Das Gemälde ist dort mit der Inventarnummer G 144 gelistet.